# عزلة غور لهب (الضالع)

تعديل مصدري - تعديل

عزلة غور لهب هي إحدى عزل مديرية الرياشية رداع في محافظة البيضاء اليمنية ويبلغ تعداد سكانها 4099 نسمة حسب التعداد السكاني في اليمن لعام 2004.

## روابط خارجية
- الجهاز المركزي للإحصاء بالجمهورية اليمنية
- المركز الوطني للمعلومات باليمن
- World Gazetteer:Yemen
- الدليل الشامل